# Langen (Geestland)

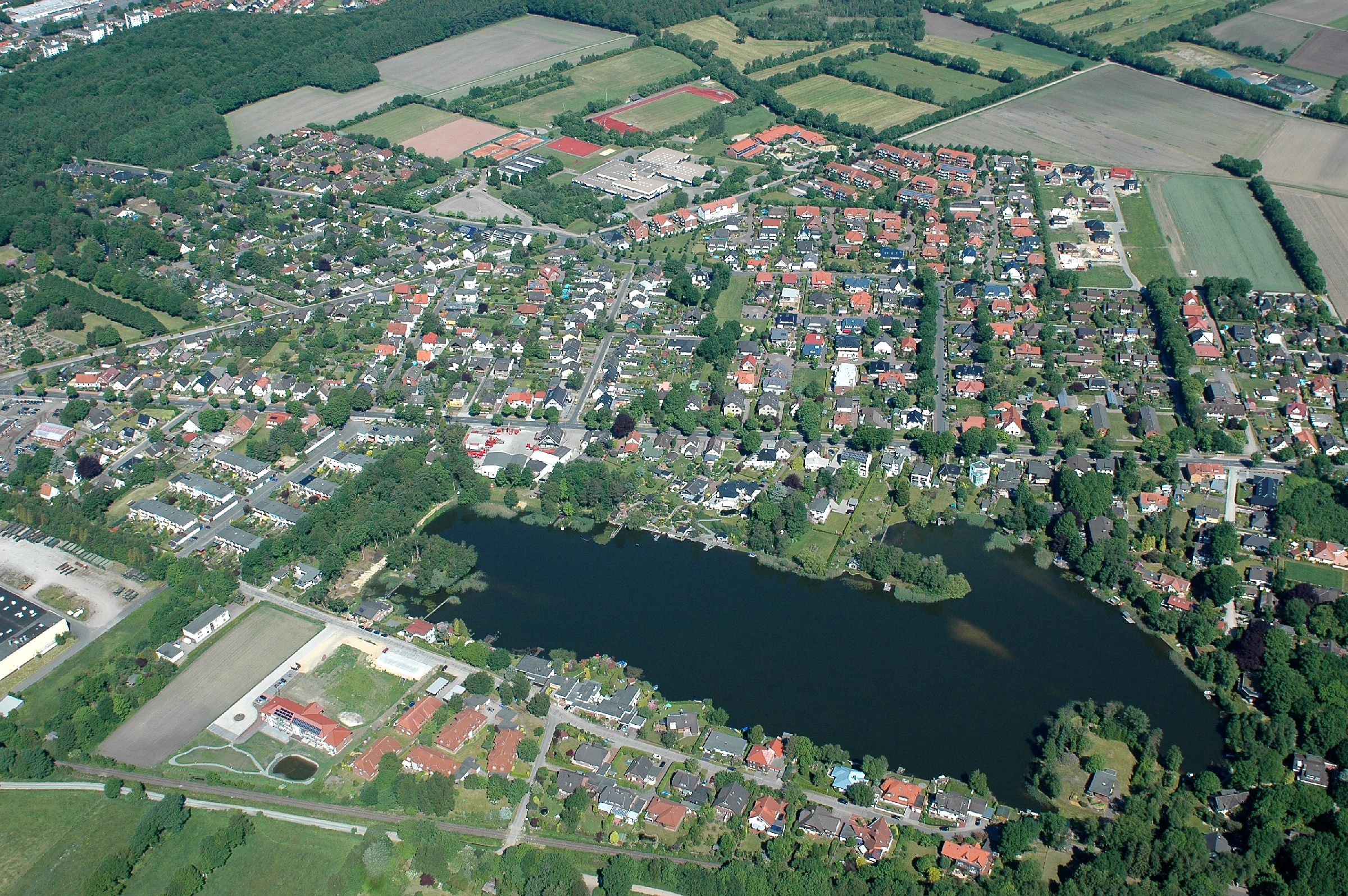
Langen mit Baggerkuhle I (2012)

Langen ist eine Ortschaft der Stadt Geestland im niedersächsischen Landkreis Cuxhaven. Bis zum 31. Dezember 2014 bildete Langen mit sieben umliegenden Gemeinden die eigenständige Stadt Langen, die sodann mit der Samtgemeinde Bederkesa zur Stadt Geestland fusionierte.

## Geografie

### Ehemalige Stadtgliederung

Ehemalige Stadtgliederung

Die ehemalige Stadt Langen bestand neben dem gleichnamigen Hauptort aus den Ortschaften:
- Debstedt (niederdeutsch Debst) liegt 3 km östlich von Langen nahe der Bundesautobahn A 27 und ist das älteste Kirchdorf in der Stadt Langen
- Holßel (niederdeutsch Holsseln) liegt 10 km nördlich von Langen an der Bundesstraße 6
- Hymendorf (niederdeutsch Hemendörp) liegt 6 km nordöstlich von Langen
- Imsum (niederdeutsch Imßen) liegt 4 km westlich von Langen unmittelbar hinter dem Deich der Außenweser
- Krempel (niederdeutsch Krümpel) liegt 12 km nördlich von Langen in der Nähe der A 27
- Neuenwalde (niederdeutsch Niewohl) liegt 10 km nördlich von Langen an der A 27
- Sievern liegt 5 km nördlich von Langen an der Landesstraße 135

Der Hauptort Langen, der jetzt eine Ortschaft der Stadt Geestland ist, hat sich aus einem alten Dorfkern mit vielen Bauernhöfen heraus zu einem Wohnort für Pendler aus dem Oberzentrum Bremerhaven entwickelt. Langen wurde aufgrund der steigenden Bevölkerungszahlen in die Stadtteile Nord, Süd und Mitte getrennt.
In der gesamten Stadt Langen lebten 18.494 Einwohner (Stand: 31. Dezember 2014) auf 121,99 km².

### Nachbarorte
| Wremen (Einheitsgemeinde Wurster Nordseeküste) | Sievern                                     |          |
| Imsum                                          | Kompassrose, die auf Nachbargemeinden zeigt | Debstedt |
|                                                | Stadt Bremerhaven (Freie Hansestadt Bremen) |          |

(Quelle:)

## Geschichte
Langen bestand bis Ende 2014 aus folgenden Orten:
- Debstedt: Das alte Kirchdorf bestand schon seit dem 11. Jahrhundert, die Kirche wurde im 12. Jh. gebaut. Zwei Großbrände von 1847 und 1912 zerstörten den Ort, der bis etwa 1914 nach und nach wieder aufgebaut wurde. Bis 1852 bildeten die Kirchspiele Debstedt und Holßel einen Verwaltungsbezirk „Börde Debstedt“ beim Amt Bederkesa
- Holßel: In einer alten Urkunde wird von einer Holleborg zwischen Debstedt und Holßel berichtet, in der Edelleute wohnten. 1111 wurde die Kirche gebaut. Um 1654 blieb der Ort in einem lutherischen Umfeld Evangelisch/Reformiert. Holßel wurde 1971 Gemeinde der Samtgemeinde Neuenwalde und ab 1974 Ortschaft der Gemeinde Langen
- Hymendorf: Als Moorsiedlung 1829 nach einem einheitlichen Plan durch das Amt Bederkesa gegründet. Zur Erschließung des Moores wurden schnurgerade feste Wege angelegt
- Imsum wurde 1091 erstmals urkundlich erwähnt. Die Ortsteile Weddewarden, Dingen und die Bauerschaft Lebstedt bildeten das Kirchspiel Imsum und die alte Ochsenkirche stand mitten zwischen den drei Dörfern. Lebstedt wurde 1717 von der vordringenden See „zurückerobert“ und Weddewarden 1927 nach Wesermünde eingemeindet. 1954 führte die Verkehrsgesellschaft Bremerhaven (VGB) eine Omnibuslinie nach Imsum ein
- Krempel: Das ursprüngliche Heidedorf lebte hauptsächlich von der Schaf- und Bienenzucht. Durch die Urbarmachungen am Anfang des 20. Jahrhunderts veränderte sich das Landschaftsbild total. 1906 erhielt der Ort Telefon und Post, 1921 Strom und erst 1960 Anschluss an das öffentliche Wassernetz
- Langen wurde 1139 erstmals urkundlich erwähnt. Bis in die Neuzeit war das Bauerndorf und die Gegend dünn besiedelt. 1549 bestand Langen aus nur 4½ Höfen und 23 Katen. Erst im 20. Jahrhundert erhöhte sich die Bevölkerungszahl Langens durch die Nachbarschaft zu Bremerhaven deutlich
  - 1908 erwarb Bremerhaven Friedrichsruh als Stadtpark und Brunnenschutz für sein Wasserwerk
  - 1920 führte die verlängerte Straßenbahnlinie – damals Bremerhavener Straßenbahn genannt – von Lehe über Speckenbüttel zum Bahnhof Langen. 1927 wurde die Strecke bis Friedrichsruh verlängert. Von 1958 bis 1982 führte die Straßenbahnlinie 2 der Verkehrsgesellschaft Bremerhaven AG (VGB) von Bremerhaven kommend bis zur Stadtgrenze Langen und eine weiterführende Buslinie bis nach Debstedt.[6] 1961 wurde der Omnibusbetriebshof der VGB an der Stadtgrenze in Langen in Betrieb genommen und 1980 durch einen Neubau in Bremerhaven – an der Straße Zur Hexenbrücke – ersetzt.[7]
  - 1961 nabelt sich die St. Petri-Gemeinde von der Mutterkirche Debstedt ab und ist seither eine selbständige Kirchengemeinde.
  - 1953 wurde der Neubau der Volksschule I bei Friedrichsruh (heute Gymnasium) eingeweiht und 1964 dazu die Turnhalle. 2021 wurde ein Erweiterungsbau eingeweiht. Es folgte 1965 die bis 1973 erweiterte Volksschule II am Hinschweg sowie 1975 das Schul- und Kulturzentrum am Nordeschweg
  - 1967 wurde das Ausflugslokal Friedrichsruh abgerissen
  - 1987 stürzten zwei Phantom-Jagdbomber vom Jagdgeschwader 71 am westlichen Stadtrand auf den Wiesen ab
  - 2017 verfügt die Feuerwehr Langen über ein modernes, neues Feuerwehrhaus.
- Neuenwalde: Das Dorf auf der Geest wurde erstmals 1334 urkundlich erwähnt. Bedeutungsvoll war die Verlegung des Benediktinerinnenklosters im selben Jahr von Altenwalde nach Neuenwalde
- Sievern wurde 1139 erstmals in einer von dem Bremer Erzbischof Adalbert II. (1123–1148) ausgestellten Urkunde über die Schenkungen an das Kloster St. Paul vor Bremen erwähnt. Mit Sicherheit haben jedoch schon vor fünftausend Jahren Menschen in diesem Gebiet gelebt. Ab 3000 v. Chr. lassen sich in dieser Region Bauernkulturen nachweisen. Aus früher Zeit stammen die Megalithanlagen wie das Bülzenbett und Wallanlagen mit Grabhügel wie die Pipinsburg, die Heidenstadt und die Heidenschanze mit dem in der Nähe liegenden Goldbrakteatenfund von 1942 und den östlich der Heidenstadt gelegenen Sieben Bergen.

### Eingemeindungen
Von 1971 bis 1974 bestanden die Samtgemeinden Langen und Neuenwalde, die anlässlich der Gebietsreform in Niedersachsen am 1. März 1974 in die Gemeinde Langen eingegliedert wurden. Am 1. Juli 1990 erhielt die Gemeinde das Stadtrecht.
Am 1. Januar 2015 entstand aus der Fusion der Stadt Langen und der Samtgemeinde Bederkesa die Stadt Geestland.

### Einwohnerentwicklung
| Jahr | Einwohner | Quelle       |
| ---- | --------- | ------------ |
| 1910 | 1.037 1   | [ 9 ]        |
| 1925 | 1.549 1   | [ 10 ]       |
| 1933 | 1.885 1   | [ 10 ]       |
| 1939 | 2.196 1   | [ 10 ]       |
| 1946 | 3.350 1   | [ 11 ]       |
| 1950 | 3.926 1   | [ 12 ]       |
| 1951 | 4.000 1   | [ 11 ]       |
| 1956 | 4.484 1   | [ 12 ]       |
| 1961 | 5.068 2   | [ 5 ] [ 13 ] |
| 1970 | 7.086 3   | [ 5 ] [ 13 ] |
| 1973 | 7.883 1   | [ 1 ]        |

| Jahr  | Einwohner | Quelle |
| ----- | --------- | ------ |
| 1975  | 14.757 4  | [ 14 ] |
| 1980  | 14.919 4  | [ 3 ]  |
| 1985  | 14.821 4  | [ 3 ]  |
| 1990  | 15.624 5  | [ 3 ]  |
| 1995  | 16.907 5  | [ 3 ]  |
| 2000  | 18.163 5  | [ 3 ]  |
| 2005  | 18.702 5  | [ 3 ]  |
| 2010  | 18.477 5  | [ 3 ]  |
| 2014  | 18.494 5  | [ 3 ]  |
| 2017  | 11.577 0  | [ 2 ]  |
| 02024 | 10.8960   | 0      |

1 Gemeinde Langen

2 Gemeinde Langen (Volkszählungsergebnis vom 6. Juni)

3 Gemeinde Langen (Volkszählungsergebnis vom 27. Mai)

4 Einheitsgemeinde Langen, jeweils zum 31. Dezember

5 Stadt Langen, jeweils zum 31. Dezember
|  |

## Politik

### Ortsrat
Der Ortsrat von Langen setzt sich aus elf Ratsmitgliedern zusammen. Im Ortsrat befinden sich zusätzlich zwei beratende Mitglieder.
Sitzverteilung
- SPD: 5 Sitze
- CDU: 4 Sitze
- Grüne: 1 Sitz
- BFG: 1 Sitz

(Stand: Kommunalwahl 12. November 2021)

### Ortsbürgermeister
Der Ortsbürgermeister von Langen ist Fabian Goiny (SPD) und sein Stellvertreter Matthias Keck (CDU).

### Ehemalige Bürgermeister
| - Bürgermeister - Thorsten Krüger (SPD): 2005 bis 2014 ¹ - Gerhard Scholtz (1909–1990) (SPD): 1959 bis 1976 - Johann Renken (SPD): 1956 bis 1959 † - Johann Mattheis (SPD, parteilos): 1949 bis 1956 - Johann Renken (1902–1959) (SPD): 1946 bis 1949 | - Ortsbürgermeister - Fabian Goiny (SPD): 2024 bis dato - Sascha Kuntzmann (SPD): 2021 bis 2024 - Thomas Fahse (SPD): 2019 bis 2021 - Rotraut Keßler (SPD): 2014 bis 2019 |

¹ Vom 1. Januar 2015 bis zum 31. Dezember 2022 war Thorsten Krüger Bürgermeister der Stadt Geestland, die Rechtsnachfolger der Stadt Langen ist.

### Wappen
Der Entwurf des Kommunalwappens von Langen stammt von dem Heraldiker und Wappenmaler Albert de Badrihaye, der zahlreiche Wappen im Landkreis Cuxhaven erschaffen hat.
| Wappen von Langen | Blasonierung: „In Gold über schwarzem Hügel, belegt mit goldener Urne über silbernem Wellenstreifen, ein rotes aufgehendes Sonnenrad.“                                                             |
| Wappen von Langen | Wappenbegründung: Der Hügel mit der Urne weist auf das Wahrzeichen der Gemeinde, den Jedutenberg hin, in dessen Nähe viele Urnen gefunden worden sind. Der Wellenstreifen weist auf die Weser hin. |

- Das Sonnenrad wurde bei einer Ausgrabung am Langen Berg gefunden. Das rote Radkreuz im Wappen symbolisiert diesen Fund.

### Flagge
|  | 00Hissflagge: „Die Flagge ist schwarz-gelb geteilt mit aufgelegtem zur Stange hin verschobenen Gemeindewappen in der Mitte.“ |

### Gemeindefusion
Am 1. Januar 2015 wurden die Stadt Langen und die Samtgemeinde Bederkesa zur Stadt Geestland zusammengeschlossen. Der erste Namensvorschlag für die neue Stadt lautete Wesermünde. Langens Nachbarstadt Bremerhaven lehnte diesen Namen aber ab, da die Seestadt selbst von 1924 bis 1947 den Namen Wesermünde trug. In einem Rechtsgutachten aus Bremerhaven heißt es, der Name Wesermünde stünde „in eklatantem Widerspruch zur tatsächlichen geografischen Lage“. Die neue Stadt habe nur in Imsum Kontakt zur Weser. Der Name widerspreche daher der vom Gesetzgeber geforderten Informationsfunktion. Für die Fusionspartner Langen und Bederkesa war diese Argumentation nicht nachzuvollziehen, da ein guter Teil der durch den Zusammenschluss entstehenden Stadt auf dem Gebiet des ehemaligen Landkreises Wesermünde liegt. Um einem Nachbarschaftsstreit aus dem Weg zu gehen und die neue Stadt nicht mit einem Gerichtsverfahren aus der Taufe zu heben, schlug Langens Bürgermeister Thorsten Krüger (SPD) den Namen Neu Wesermünde vor. Zugleich stellte Krüger fest: „Der Stadtname ist lediglich ein erster Arbeitstitel“. Doch auch gegen diesen Vorschlag gab es Protest aus Bremerhaven. Um den Gesetzgebungsprozess des Niedersächsischen Landtags in der Sache sowie die Vereinbarungen des Zukunftsvertrags nicht zu gefährden und um mit der Fusion so schnell wie möglich beginnen zu können, nahm man in Langen und Bederkesa Abstand von Wesermünde. Nachdem circa ein halbes Jahr lang verschiedene Namensvorschläge diskutiert worden waren, beschlossen die Räte am 23. April 2012 für die fusionierte Stadt mit über 90 % den Namen „Geestland“.

## Kultur und Sehenswürdigkeiten

### Bauwerke
- Großsteingrab Langen (auch Ritzerberg genannt) ist eine mögliche Grabanlage der jungsteinzeitlichen Trichterbecherkultur. Der Heimatbund Männer vom Morgenstern führt in seinem Wappen als Symbol das Großsteingrab Langen.
- Langer Berg von Langen nordöstlich des Bahnhofs : 90 Meter langer dammartiger ehemaliger Grabhügel auf dem Kamm einer Bodenwelle
- Grabhügel Jedutenberg vom 5. – 1. Jh. vor Chr.; Südwestecke des Friedhofes, Gruft der Familie Hinsch von Heinrich Hinsch, Gründer der Lloyd-Stauerei Bremerhaven
- Villa Leher Landstraße 14 als Villa Mayer von 1902, heute Senioren-Begegnungsstätte
- Villa Hinsch, Leher Landstraße 55, von 1905

### Denkmäler
- Grabstätte von Leopold Ziegenbein, Kommodore beim Norddeutschen Lloyd, auf dem Friedhof.
- Kriegerdenkmal für die Gefallenen und Vermissten aus dem Zweiten Weltkrieg auf dem Friedhof.[25]
- Nachtwächter-Denkmal im Lindenhof-Zentrum (Debstedter Straße)

### Naturdenkmale
Zu einem Denkmal können Einzelbäume oder Baumgruppen erklärt werden, die z. B. einen besonderen Wuchs und ein besonderes Aussehen besitzen oder ein ungewöhnlich hohes Alter aufweisen.
- 1 Eiche (Verordnungsdatum 2. Oktober 1995)
- 1 Buche (Verordnungsdatum 2. Oktober 1995)
- Baumgruppe: 2 Platanen, 3 Eiben (Verordnungsdatum 2. Oktober 1995)

### Grünflächen und Naherholung
- Park Friedrichsruh
- Marschensee

### Regelmäßige Veranstaltungen
Ortsgemeinschaftsfest (kurz OGF) und Bahnsteigfest.

### Kulinarische Spezialitäten
Deftige Spezialitäten dieser Region sind Röhrkohl, Kümmelkohl, Grünkohl sowie Speck und Klüten.

## Wirtschaft und Infrastruktur

### Wirtschaft

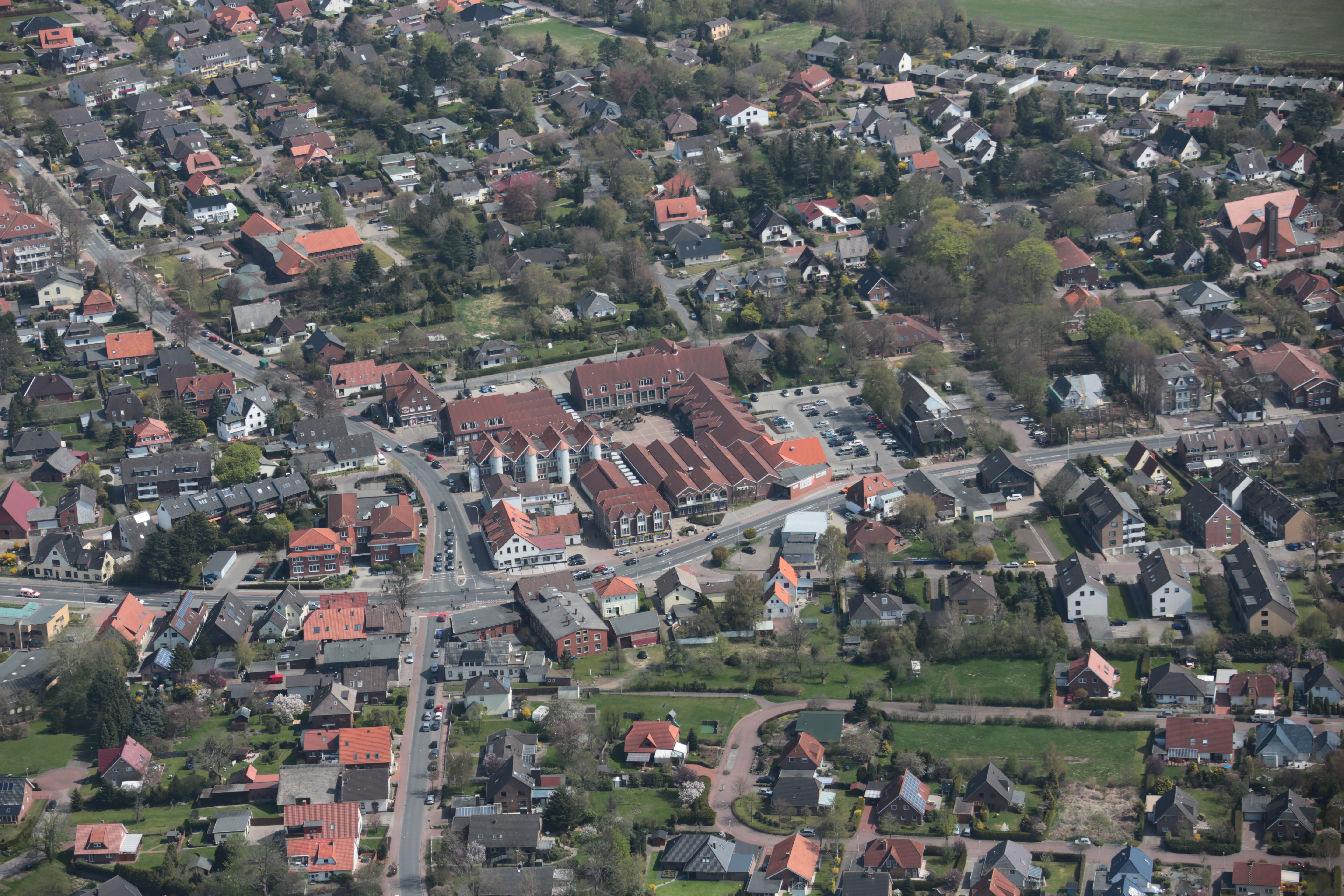
Zentrum von Langen mit Lindenhof Center: Kreuzung Leher Land-, Sieverner-, Imsumer- und Debstedter Straße

Langen nimmt i. S. der regionalen Raumordnung die Funktion eines Grundzentrums mit mittelzentraler Teilfunktion war. Sehr viele Einwohner arbeiten in Bremerhaven.

### Öffentliche Einrichtungen
- Rathaus in Langen, Sieverner Straße 10
- Stadtbücherei Langen an der Oberschule Langen
- Freiwillige Feuerwehr, sie gehört zu den 21 Ortswehren der Stadt Geestland
- Polizeistation Langen
- Amtsgericht Langen

### Bildung
- Drei Grundschulen:

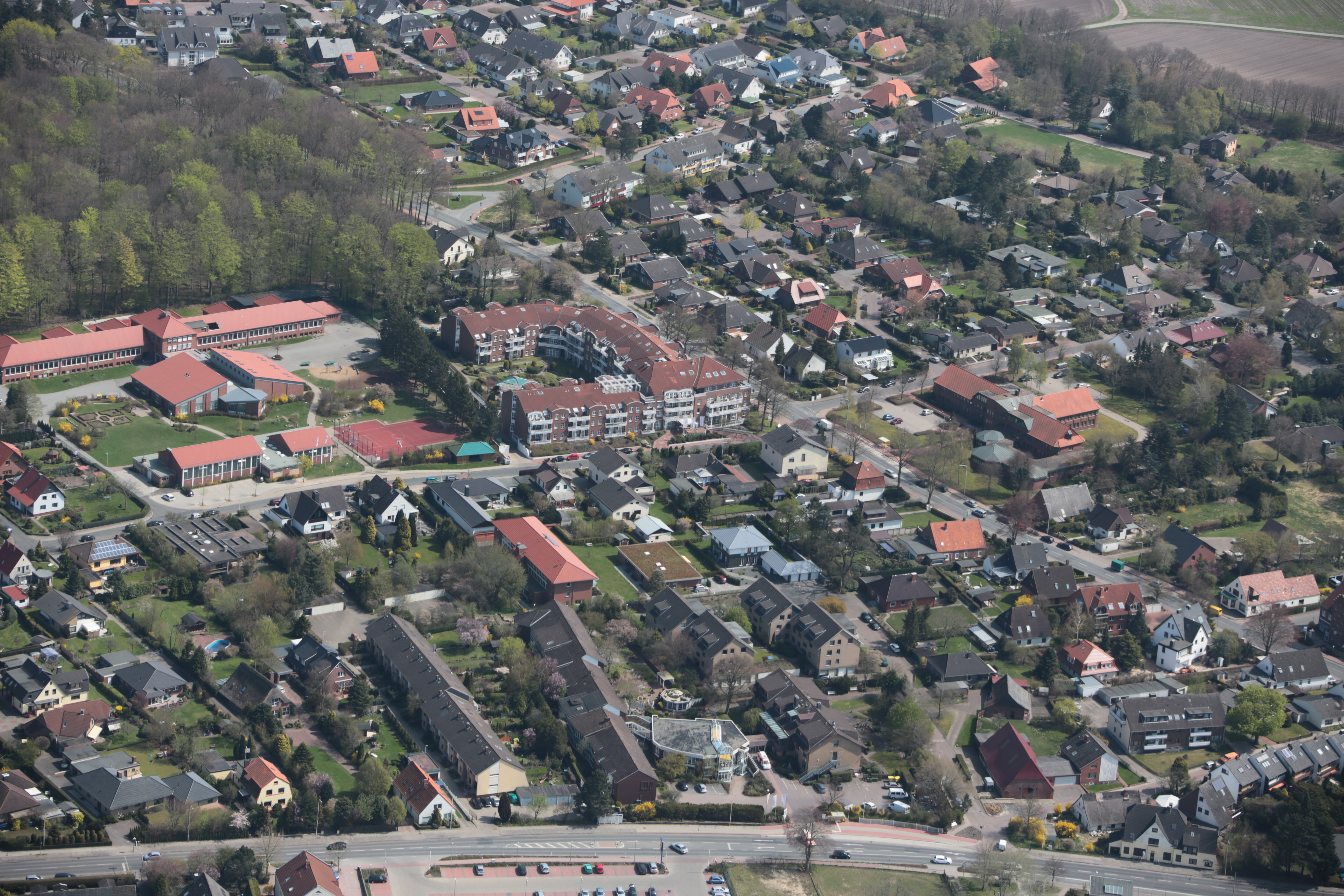
Schule Lankenweg, Mitte/links

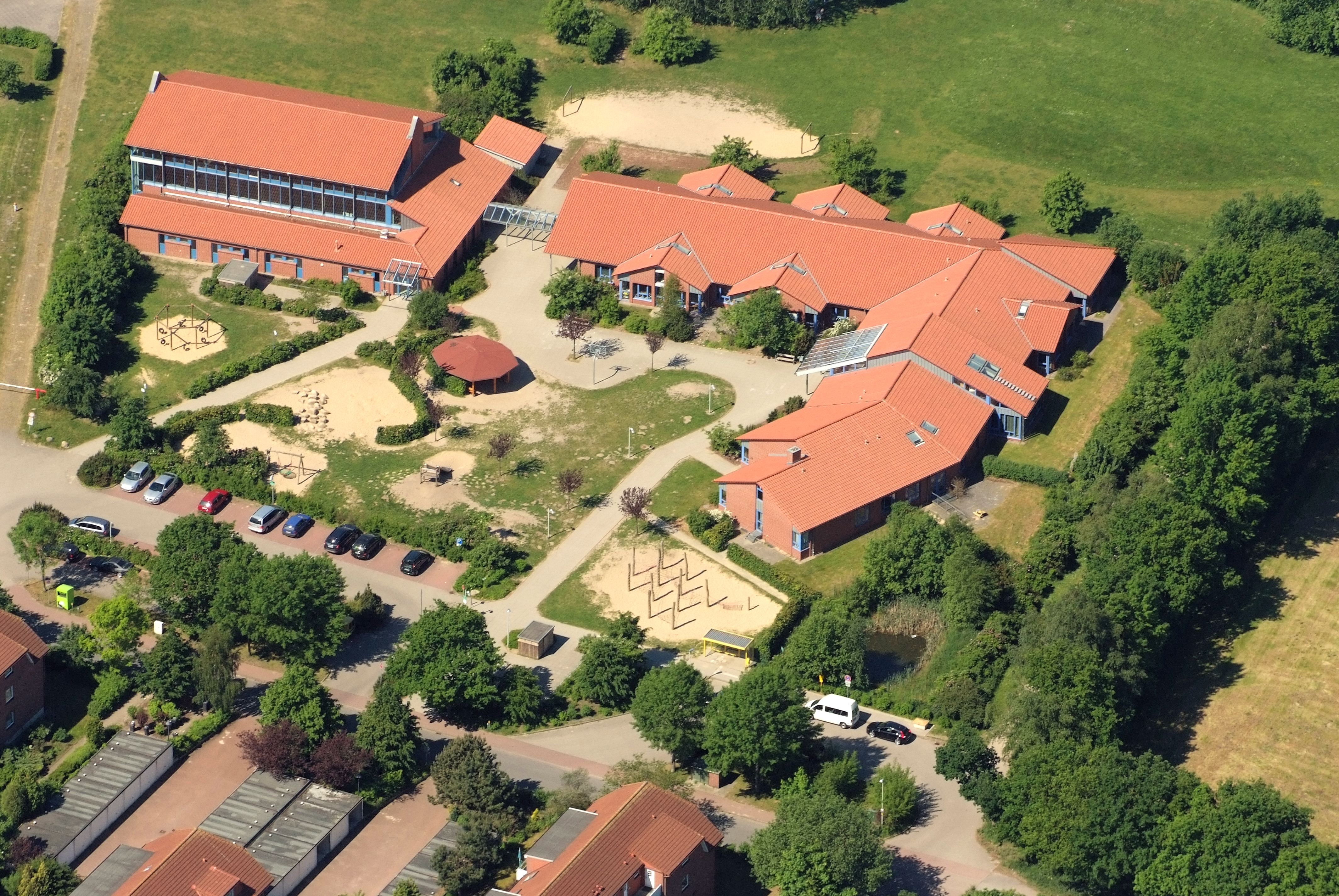
Grundschule am Wilden Moor

  - In Langen Am Wilden Moor und Am Hinschweg
- Oberschule Nordeschweg 52
- Gymnasium Langen sie führt bis zur Klasse 10
- Volkshochschule in Langen, Geschäftsstelle der Volkshochschule im Landkreis Cuxhaven, mit einem Aktionsradius von Nordholz, Dorum, Bad Bederkesa, Schiffdorf, Spaden, Beverstedt, Hagen und Loxstedt
- Städtische Musikschule Langen, Ziegeleistraße 16, hat um die 400 Schüler
- Eine private Musikschule
- Frühere Schulen
  - Ehemaliges Schulzentrum Langen, (auch Papageien-Schule genannt – wegen der farbigen Bemalung des Gebäudes nach Otto Herbert Hajek) mit Gymnasium, Real- und Hauptschule
  - Ehemalige Orientierungsstufe im heutigen Gymnasium Lühr-Immen

### Soziales
Kindergärten:
- Kindergarten Arche Noah
- Kindergarten Kapellenweg
- Martinskindergarten Langen
- Kindergarten Mittelfeldweg
- DRK Kindertagesstätte Storchennest

Jugend
- Kinder- und Jugendzentrum Langen, Sieverner Straße 8 (neben dem Rathaus)
- Sporthalle Am Wilden Moor in Langen, Alter Postweg Ost
- Jugendhilfestation Langen der DRK, Leher Landstraße 2 a

Senioren
- Begegnungsstätte, Leher Landstraße 14
- Seniorenservice im Bürgerbüro im Rathaus
- Seniorenhaus Lindenhof in Langen, Ziegeleistraße 19 a
- Astor-Park Wohnanlage Langen, Debstedter Straße 26–30
- Amer Pflegeheim in Langen, Hinschweg 1
- Senioren-Wohnpark Langen, Auf dem Berge 2
- Joachim Bartsch Haus am Deich, Moonwisch 25
- Senioreneinrichtung Zollstraße, Stufacker 4
- Weser Wohnpark Geestland-Langen, Lavener Weg 17–19

### Kirchen
- Langen: Ev.-luth. Kirchengemeinde St. Petri mit Telefonseelsorge, Lesothogruppe, Gospelchor, Kantorei oder verschiedene Gesprächskreise sowie Kindergarten Arche Noah

### Vereine
- Schützenverein Langen von 1865
- Behinderten Sportgemeinschaft Langen e.V
- Turnverein Langen von 1908:[26] Aikido, Badminton, Faustball, Fußball, Handball, Karate, Leichtathletik, Prellball, Tennis, Tischtennis, Turnen, Krafttraining. TV Langen war von 2002 bis 2006 ausrichtender Verein des Int. Volksbank Hochsprung-Meeting Langen; Meeting-Rekord: 2,35 m (2002, Andrij Sokolowskyj UKR) und 1,90 m (2006, Gaëlle Niaré FRA). 2007 richtete er das Int. Volksbank Stabhochsprung-Meeting Langen aus. Das Springen wurde als Marktplatzspringen ausgetragen. Drei Springer überquerten die Höhe von 5,70 m, darunter Richard Spiegelburg.
- HSG Geestland von 2022, Handballgemeinschaft TV Langen und TSV Bederkesa
- GTC Blau-Gold Phönix, Tanzsportverein
- Langener Tennis-Club
- BSG Langen, Behindertensport Langen
- Angelsportverein Langen
- DLRG Langen, Ortsverein der Deutschen Lebens-Rettungs-Gesellschaft, bewacht den Sieverner See.
- Radsport Club Geestland von 2018: BMX Race findet hinter den Sportanlagen des TV Langen statt
- Box-Sportclub-Langen von 2012
- Lillebö, Unterstützung und Beratung von Familien mit Sternenkindern
- Rassekleintier-Züchterverein HB30
- Verein zur Förderung der Waldorfpädagogik
- Förderverein der Musikschule Langen
- Förderverein Sankt Petri Langen

### Verkehr

#### Straßenverkehr
Langen liegt an der A 27 zwischen Bremen und Cuxhaven und ist über die Anschlussstellen Bremerhaven-Überseehäfen, Debstedt und Neuenwalde zu erreichen. Durch die Ortschaften Langen, Sievern und Holßel führt die ehemalige Bundesstraße 6, die nach der Fertigstellung der A 27 zu einer Landesstraße degradiert wurde, es ist jetzt die L 135.

#### Schienenverkehr
Der nächste Bahnhof mit regelmäßigem Personenverkehr ist Bremerhaven-Lehe.
Langen wird durchquert von der Bahnstrecke Bremerhaven–Bederkesa mit dem Bahnhof Langen. Auf der Strecke findet auch kein Museumsverkehr mehr statt.

#### ÖPNV
Von 1919 bis 1958 fuhr die Straßenbahn Bremerhaven nach Langen. Die Strecke war eingleisig mit Ausweichen ausgeführt (siehe nebenstehenden Plan).
Von 1961 bis 1980 wurden die Omnibusse auf einem VGB-Betriebshof an der Stadtgrenze zu Bremerhaven abgestellt, weil der Straßenbahnhof Lehe für die Erweiterung und Modernisierung des zusätzlichen Busfuhrparks nicht geeignet war. Das Bus-Gelände an der Stadtgrenze war bereits ab 1958 auch die neue Endhaltestelle der Straßenbahnlinie 2.
Langen wird durch die Buslinien 504, 505, 509, Moon- und Night-Liner der Bremerhavener Versorgungs- und Verkehrs-GmbH bedient.
Ferner verkehren über Langen die Regionalbuslinien
- 525 Bremerhaven, Lehe – Bad Bederkesa
- 528 Bremerhaven, Hbf – Otterndorf (nur einzelne Fahrten)
- 550 Bremerhaven, Hbf – Midlum – Nordholz (nur einzelne Fahrten)

Das Anruf-Linientaxi (ALT) und das Anruf-Sammeltaxi (AST) ergänzen das Angebot (auch in den Schulferien).

## Persönlichkeiten

### Söhne und Töchter des Ortes
- Horst von Hassel (1928–2020), Politiker (SPD) und Bremer Bildungssenator
- Burchard Scheper (1928–2014), Historiker und Archivar
- Heinz Hermann Brauer (1929–2016), Leitender Oberstaatsanwalt und Kirchenpräsident in Bremen
- Horst Kirschner (1932–2022), Zahnmediziner und Hochschullehrer

### Personen, die mit dem Ort in Verbindung stehen
- Jürgen Hinsch (1881–1964), Generalunternehmer Norddeutschen Lloyds (NDL); wohnte in Langen; der Hinschweg wurde nach ihm benannt, wurde in Langen in der Familiengruft beigesetzt
- Friedrich Wilhelm Wencke (1806–1859), Schiffbauunternehmer und Reeder; wohnte auf dem Langener Landsitz Friedrichs-Ruh
- Gesine Wencke (1807–1866), Schiffbauunternehmerin und Reederin, gründete Friedrichs-Ruh und bezog 1854 den Landsitz
- Leopold Ziegenbein (1874–1950), Nautiker und prominenter Kommodore beim Norddeutschen Lloyd (NDL); in Langen beerdigt
- Ernst Klemeyer (1904–1992), Jurist und von 1951 bis 1969 Oberkreisdirektor des Landkreises Wesermünde; starb in Langen
- Karl Franzius (1905–1993), Architekt und Maler, starb in Langen
- Georg Hillmann (1916–2003), Maler; wohnte in Langen, der Georg-Hillmann-Ring wurde nach ihm benannt, Acrylbild im Bürgerbüro der Stadt
- Hans Aust (1926–1984), Lehrer und prähistorischer Archäologe; seit 1966 war er als Kreisarchäologe des Landkreises Cuxhaven tätig; er war nach 1947 Volksschullehrer in Langen.
- Gerhard Olbrich (1927–2010), Pädagoge, Maler und Bildhauer, Zeichenlehrer (1975–1993) am Gymnasium in Langen
- Hermann Westedt (* 1939), Ortshistoriker.
- Roland Kutzki (* 1942), Architekt und Städtebauer; wuchs seit 1951 in Langen auf.
- Peter Raap (* 1948), Heimatforscher; war ab 2006 Arbeitsvorbereiter bei MWB Fahrzeugtechnik in Langen
- Heinz Wilhelm Schnut (* 1948), Ortsheimatforscher und Chronist in Langen
- Ulrich Marseille (* 1955), Unternehmer und Politiker (Partei Rechtsstaatlicher Offensive), eröffnete 1984 das erste Pflegeheim Senioren-Wohnpark Langen
- Thorsten Krüger (* 1966), Diplom-Verwaltungswirt und Politiker (SPD); war von 2005 bis 2015 Bürgermeister von Langen.
- Claudia Schilling (* 1968), Juristin, Politikerin (SPD) und Senatorin; leitete ab Januar 2012 bis März 2017 das Amtsgericht Geestland
- Dennis Jauch (* 1988), Choreograf, Tänzer & Entertainer. Fünffacher Norddeutscher Meister, zweifacher Deutscher Meister sowie zweifacher Europameister im Hip Hop Dance. Verheiratet mit der international bekannten Sängerin Leona Lewis.
- Rike Jürgens (* 2002), Sportlerin aus Langen, Weltmeisterin bei der Hip-Hop-WM 2019

## Sagen und Legenden
- Die Zwerge im Langen Berg bei Langen[28]